# Grok
Grok este un chatbot cu inteligență artificială generativă dezvoltat de xAI. A fost lansat în noiembrie 2023 de Elon Musk, ca o inițiativă bazată pe un model lingvistic mare (LLM) cu același nume. Grok este integrat cu platforma de socializare X, cunoscută anterior sub numele de Twitter, și are aplicații pentru iOS și Android. Botul este numit după verbul „grok”, inventat de autorul american Robert A. Heinlein în romanul său științifico-fantastic „Străin în țară străină” (1961) pentru a descrie o formă de înțelegere. Botul este promovat ca oferind „răspunsuri nefiltrate”.

## Context

### OpenAI
Musk a fost unul dintre cei 11 cofondatori ai OpenAI și inițial a copreședint-o împreună cu Sam Altman. El a părăsit consiliul de administrație al companiei în 2018, spunând despre decizia sa că „nu era de acord cu o parte din ceea ce echipa OpenAI dorea să facă”.
OpenAI a lansat ChatGPT în 2022 și GPT-4 în martie 2023. În aceeași lună, Musk a fost una dintre persoanele care au semnat scrisoarea deschisă care solicita o pauză de șase luni în dezvoltarea oricărui software de inteligență artificială mai puternic decât GPT-4.

### TruthGPT
În aprilie 2023, Musk a declarat că intenționează să dezvolte un chatbot bazat pe inteligență artificială numit „TruthGPT” (română: AdevărGPT), pe care l-a descris ca fiind „o inteligență artificială care caută adevărul la maximum și încearcă să înțeleagă natura universului”. El a declarat și că ChatGPT era „antrenat să fie corect din punct de vedere politic”.
Ulterior, TruthGPT a fost redenumit în Grok, după verbul inventat în romanul „Străin într-o țară străină” de Robert A. Heinlein.

## Istoric

### Grok-1
Pe 11 martie 2024, Musk a postat pe X că modelul lingvistic va deveni open source în decurs de o săptămână. Șase zile mai târziu, pe 17 martie, Grok-1 a fost disponibil ca sursă deschisă sub licența Apache-2.0.

### Grok-1.5
Pe 29 martie 2024, a fost anunțată versiunea Grok-1.5, cu „capacități de raționament îmbunătățite” și o lungime a contextului de 128.000 de jetoane. Pe 4 aprilie 2024, știrile de ultima oră de pe pagina „Explorează” a platformei de socializare X au început să fie scrise de Grok, sarcină atribuită anterior unei echipe de curatori umani.
Pe 12 aprilie 2024, a fost anunțat Grok-1.5 Vision (Grok-1.5V). Grok-1.5V este capabil să proceseze o gamă largă de informații vizuale, inclusiv documente, diagrame, grafice, capturi de ecran și fotografii. Grok-1.5V nu a fost niciodată lansat publicului.
Pe 4 mai 2024, Grok a devenit disponibil în Regatul Unit, singura țară din Europa care accepta Grok, datorită Regulamentului prinvind Inteligența Artificială din Uniunea Europeană. Ulterior, Grok a fost revizuit de UE și lansat pe 16 mai 2024.

### Grok-2
Pe 14 august 2024, au fost anunțate Grok-2 și Grok-2 mini, cu performanțe și raționament îmbunătățite, precum și capacitate de generare de imagini folosind Flux de la Black Forest Labs.
Pe 28 octombrie 2024, Grok a primit capacități de înțelegere a imaginilor.
Pe 16 noiembrie 2024, Grok a primit capacități de căutare pe web.
Pe 23 noiembrie 2024, Grok a primit capacități de înțelegere a PDF-urilor.
Pe 9 decembrie 2024, Grok a primit Aurora, un nou model text-imagine dezvoltat de xAI.
Pe 2 ianuarie 2025, xAI a actualizat sigla Grok.
Pe 9 ianuarie 2025, xAI a lansat aplicații web și iOS independente Grok pentru utilizatorii din întreaga lume.

### Grok-3
Pe 17 februarie 2025, xAI a lansat modelul său emblematic de inteligență artificială, Grok 3, împreună cu alte actualizări ale Grok. Elon Musk a declarat că Grok 3 a fost antrenat cu o putere de calcul de „10 ori” mai mare decât predecesorul său, Grok-2, utilizând supercalculatorul Colossus, care conține aproximativ 200.000 de GPU-uri.
În plus, xAI a introdus capacități de raționament similare modelelor de raționament precum o3-mini de la OpenAI și R1 de la DeepSeek, permițând utilizatorilor să atingă butonul „Gândește” pentru a activa raționamentul sau să activeze modul „Big Brain” pentru rezolvarea problemelor complexe, ceea ce utilizează mai multe resurse de calcul. Modul „Big Brain” nu a fost niciodată lansat pentru utilizatori.
Din 20 februarie 2025, Grok 3 a fost pus la dispoziția utilizatorilor gratuiți pentru o „perioadă scurtă”, însă acest acces nu a fost niciodată dezactivat.
În martie 2025, xAI a adăugat o funcție de editare a imaginilor la Grok, permițând utilizatorilor să încarce o fotografie, să descrie modificările dorite și să primească o versiune modificată. În paralel, xAI a lansat DeeperSearch, o versiune îmbunătățită a DeepSearch care utilizează căutare extinsă și mai multe metode de raționament.
În aprilie 2025, xAI a lansat o API pentru Grok 3. Costă 3 dolari pe milion de token-uri de intrare (~750.000 de cuvinte) și 15 dolari pe milion de token-uri generate. În mai 2025, Grok 3 a fost anunțat pentru Microsoft Azure.
În iulie 2025, Musk a anunțat că Grok fusese „îmbunătățit semnificativ” și a spus că utilizatorii vor „observa o diferență”. Când s-a descoperit că chatbot-ul posta conținut antisemit și îl lăuda pe Hitler, câteva zile mai târziu, unele dintre aceste modificări au fost anulate.

### Grok-4
Pe 9 iulie 2025, xAI a lansat Grok 4 și 4 Heavy, împreună cu alte actualizări ale Grok. xAI a susținut că aceste noi modele emblematice depășesc modelele rivale în testele de referință.

## Versiuni
| Versiune | Dată de lansare | Status     | Descriere | Licență             |
| -------- | --------------- | ---------- | --- | ------------------- |
| 1        | Noiembrie 2023  | Dezactivat | Prima versiune Grok | Apache-2.0          |
| 1.5      | Mai 2024        | Dezactivat | O îmbunătățire a versiunii Grok-1, oferind capacități mai bune de raționament și o lungime a contextului de 128.000 de tokeni                                                                                              | Software proprietar |
| 1.5V     | Nelansată       | Dezactivat | Capabilă să proceseze o gamă largă de informații vizuale, inclusiv documente, diagrame, grafice, capturi de ecran și fotografii                                                                                            | Software proprietar |
| 2        | August 2024     | Dezactivat | Performanță și raționament îmbunătățite față de Grok-1.5 și capabilitate de generare de imagini | Software proprietar |
| 2 mini   | August 2024     | Dezactivat | Un „frate mai mic, dar capabil” al Grok-2 care „oferă un echilibru între viteză și calitatea răspunsurilor”, potrivit xAI                                                                                                  | Software proprietar |
| 3        | Februarie 2025  | Activ      | Grok 3 este antrenat cu de 10 ori mai multă putere de calcul decât Grok-2. Include capabilități avansate de raționament similare cu cele ale lui OpenAI o3, activate prin modul „Think” pentru probleme complexe           | Software proprietar |
| 3 mini   | Februarie 2025  | Activ      | Lansat împreună cu Grok 3, Grok 3 Mini oferă o alternativă mai ușoară și mai rapidă pentru utilizatorii care prioritizează viteza în detrimentul unei acurateți maxime. Include și el capabilități avansate de raționament | Software proprietar |
| 4        | Iulie 2024      | Activ      | | Software proprietar |
| 4 heavy  | Iulie 2024      | Activ      | | Software proprietar |

## Sigle

Primul logo Grok, folosit din noiembrie 2023 până în ianuarie 2025
Al doilea logo Grok, folosit din ianuarie până în februarie 2025
Al treilea logo Grok, folosit din februarie 2025